# 能登山けいこ
能登山 けいこ（のとやま けいこ、9月1日 - ）は、日本の漫画家。宮城県出身。血液型O型。小学館の『ちゃお』および『ちゃおDX』のほか、講談社・Pixiv共同運営の漫画アプリ『Palcy』で執筆している。
「町内戦隊オカメンジャー」でデビュー。主な作品は「わいわいっ☆Hey! Say! JUMP」、「恋×カギ」、「放課後エデン」、「キミは宙のすべて」、「終わる世界でキミに恋する」など。

## 作品リスト
- ふしぎの森のモリコ
- わいわいっ☆Hey! Say! JUMP
- 恋×カギ
- 放課後エデン
- キミは宙のすべて
- 終わる世界でキミに恋する
- 少女たちの秘密〜ひとりじめ〜
- キセキのローレライ
- イケナイオトナ。
- 18時から僕のもの
- してくれなきゃ死んでやる。（※2025年5月から「結婚してくれなきゃ死んでやる。」に改題）